# Chiochiș, Bistrița-Năsăud
Chiochiș (în maghiară Kékes, în trad. „Albăstrui”) este satul de reședință al comunei cu același nume din județul Bistrița-Năsăud, Transilvania, România.

## Istorie
- Satul este atestat documentar în anul 1320, sub numele Kekus, fiind deținut de groful din Jimbor.
- În perioada Reformei, o parte dintre locuitori au trecut la Calvinism, iar restul la Unitarianism.
- În 1673 intră în posesia Familiei Bánffy.
- În 1643 este înființată școala reformată.
- Este distrus la începutul Răscoalei lui Rákóczi.
- Începând cu Secolul al XVIII-lea a aparținut familiei nobile maghiare Wesselényi.
- În 1878 este înființată farmacia din sat.[2]

### Clădiri istorice
- Biserica Reformată, proiectată de arhitectul Ignác Alpár.
- Castelul Wessélenyi din Chiochiș

## Demografie
Componența etnică a satului Chiochiș(1910)
     Români (52,4%)
     Maghiari (47,59%)
Componența etnică a satului Chiochiș(2002)
     Români (59,43%)
     Maghiari (35,54%)
     Romi (5,02%)

### Prezent
La recensământul din 2002, satul avea 498 de locuitori, dintre care: 296 români, 177 maghiari și 25 țigani. 

### Populație Istorică
La recensământul din 1910, satul avea 1082 de locuitori, dintre care: 567 români și 515 maghiari;

## Așezare
Localitatea Chiochiș este așezată în partea de sud-est a județului Bistrița-Năsăud la o distanță de 68 de km față de municipiul Bistrița, reședința de județ. 

## Personalități
S-au născut la Chiochiș:
- Iuliu Prodan (1875-1959), botanist.
- Karácsony Emmy (1896-1980), pictoriță, scriitoare.
- Debreczeni Árpád (1911-?), indolog.
- Szilágyi Varga Zoltán (1951- ) artist grafic, regizor de filme animate.

## Imagini

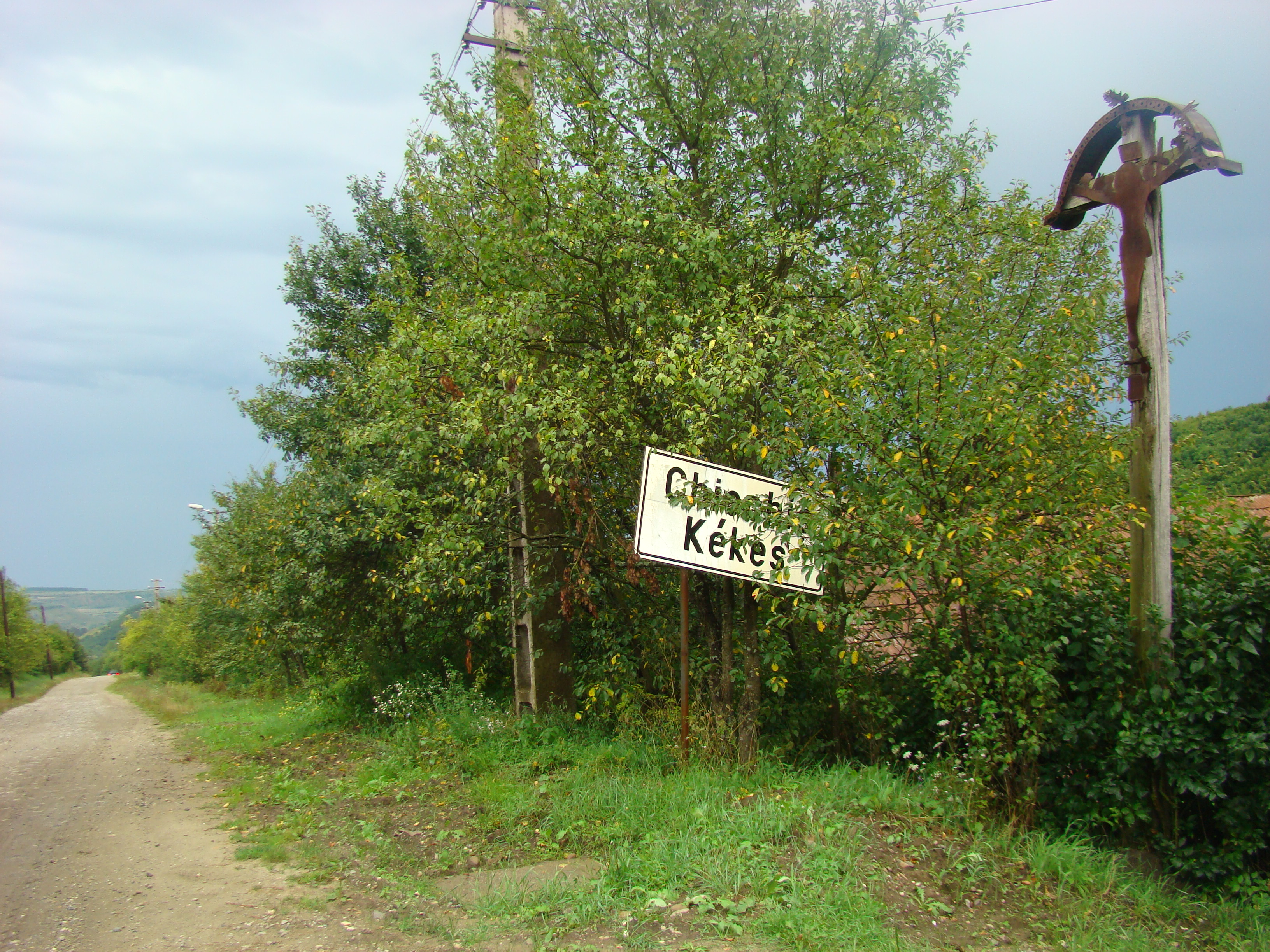
Tabla bilingvă de la intrarea în sat
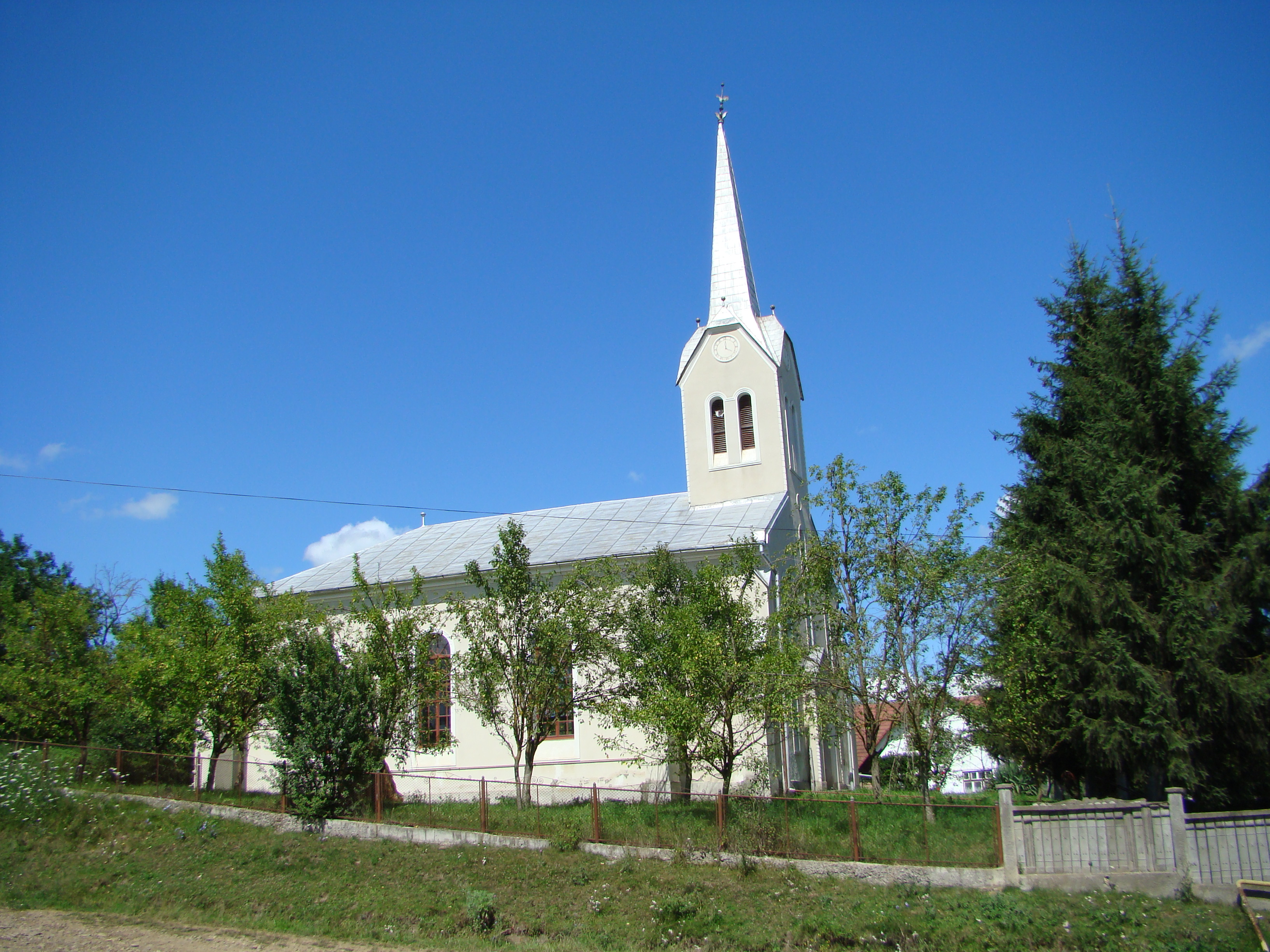
Biserica reformată din Chiochiș
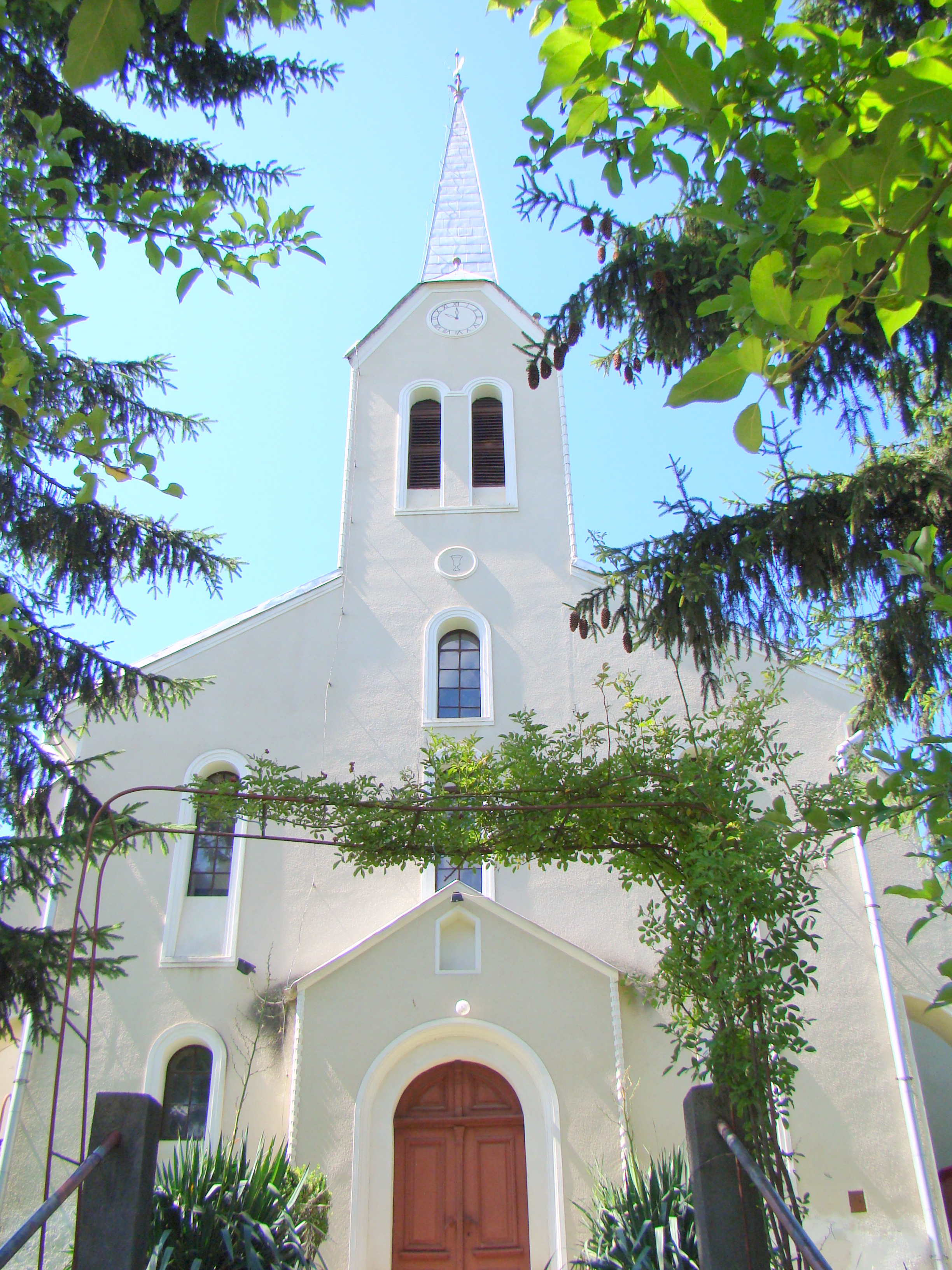
Biserica reformată din Chiochiș, construită în 1892
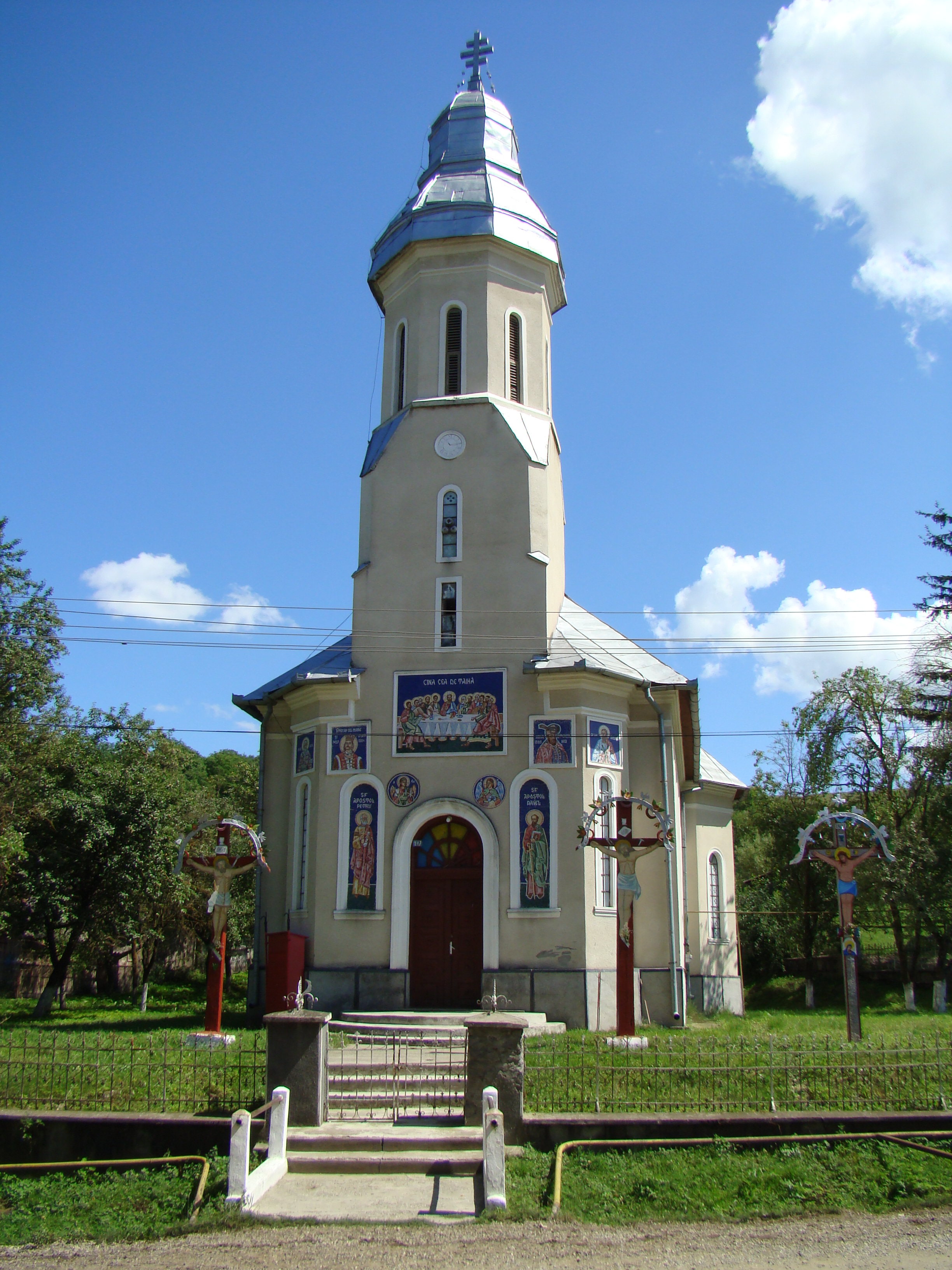
Biserica ortodoxă din Chiochiș, construită în 1930
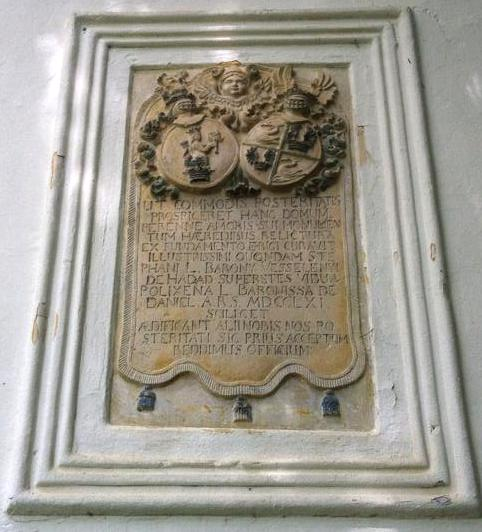
Blazonul familiei nobiliare Wesselényi
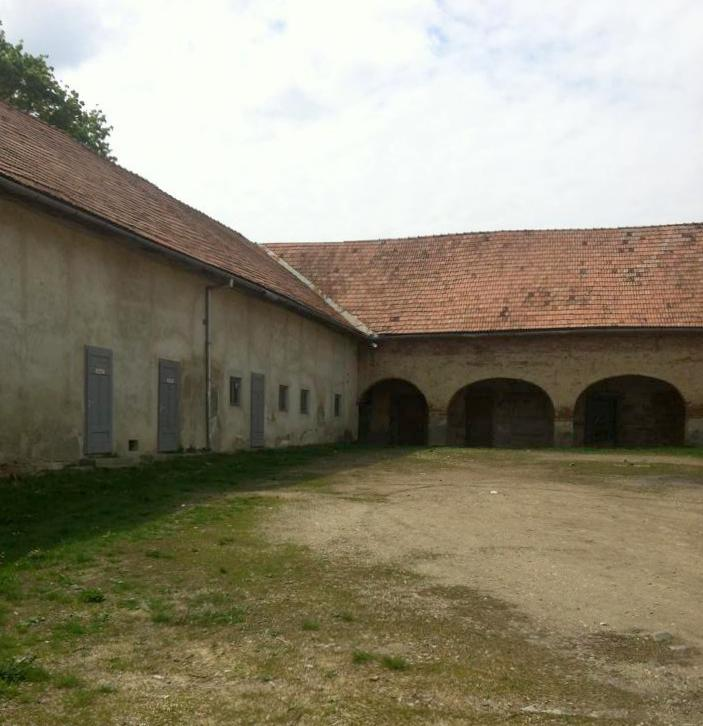
Castelul de vânătoare Wesselényi